# Bebe Wildebeest
Bebe Wildebeest es un personaje ficticio que aparece en los cómics estadounidenses publicados por DC Comics.

## Historial de publicaciones
Bebe Wildebeest se introdujo en New Teen Titans vol. 2 #85 (abril de 1992) y fue creado por Marv Wolfman y Tom Grummett.

## Biografía ficticia
La sociedad Wildebeest experimentó con cuerpos anfitriones creados genéticamente para albergar las almas contaminadas de Azarath. Bebe Wildebeest fue su único experimento exitoso, antes de que la organización fuera destruida por los Nuevos Titanes. Al cuidar a la criatura infantil, los Titanes pronto se dieron cuenta de que podía transformarse en un ñu adulto y lo dejaron unirse al equipo. Para disgusto de Pantha, 'Bebe' siempre la ha considerado su madre. Aunque del tamaño de un niño pequeño humano, tenía una fuerza desproporcionadamente poderosa. Más tarde demostró la capacidad de adquirir forma adulta para proteger a su "mamá". A Pantha originalmente no le gustaba la criatura, a menudo hablaba de varias formas en que Baby podría o moriría. Su actitud se suavizó cuando Wildebeest se quedó con el equipo.
Durante unas vacaciones de los Titanes en California, Bebe Wildebeest y los otros Titanes tuvieron tiempo de visitar la playa. Mientras los demás estaban distraídos, construyó un gigantesco castillo de arena, con formas y molduras intrincadas, que se asemejaba a una catedral.
Después de que los New Titans se disolvieron, Pantha se llevó a Bebe Wildebeest con ella y más tarde, junto con el ex Titan Estrella Roja, los tres formaron una unidad familiar inusual. Los tres residían en Solar City en Rusia, donde Pantha y Estrella Roja crían a Bebe Wildebeest como su hijo.
Bebe Wildebeest participaría en la batalla para salvar a su viejo amigo Cyborg, cuyos niveles de poder magnificados amenazaban a toda la Tierra. Una serie de malentendidos llevó a los aliados de los Titanes a atacar a la JLA. Bebe Wildebeest fue noqueado por Superman.
Durante la historia de "Crisis infinita", Superboy Prime se enfrentó a un equipo de titanes (incluidos Wildebeest y Pantha) en una carretera en las afueras de Keystone City. Un Superboy Prime enfermo mental mata a Pantha con un golpe en la cabeza. Bebe Wildebeest ataca y muere instantáneamente por una explosión de visión de calor a través de su torso. Estrella Roja sobrevive a la batalla para llorar a su familia.
Bebe Wildebeest fue visto revivido como Black Lantern en el cruce de Blackest Night. Se le ha visto con las versiones Black Lantern de Aqualad, Aquagirl, Delfín, y Pantha.

## Poderes y habilidades
Bebe Wildebeest tenía una fuerza, resistencia y durabilidad increíbles. Cuando se le provocó, se convirtió en una potencia de doce pies y es lo suficientemente fuerte como para recibir golpes del propio Superman.

## En otros medios
Los elementos de Bebe Wildebeest se incorporan a Teen Titans y Teen Titans Go! de la encarnación de Wildebeest.